# Томас Ходскин
Томас Ходскин (на английски: Thomas Hodgskin) е английски социалист публицист, един от основоположниците на политическата икономия, писател, критик на капитализма и защитник на свободната търговия и профсъюзите.
През 1815 година пристига в Лондон, след което учи в Единбургския университет и през следващите 5 години учи и обикаля Европа. През 1820 година излиза книгата му „Пътешествия по Северна Германия“. През 1823 година става журналист. В продължение на 15 години пише за The Economist. Напуска през 1857 г., но остава журналист до края на живота си.
Най-известното му произведение е „Labour Defended against the Claims of Capital“, което оказва влияние по-нататък върху Карл Маркс при написването на „Капиталът“.
Той отрича прото-комунизма на Уилям Томсън и Робърт Оуен.